# Гробница

Набатейские скальные гробницы в Петре (современная Иордания)

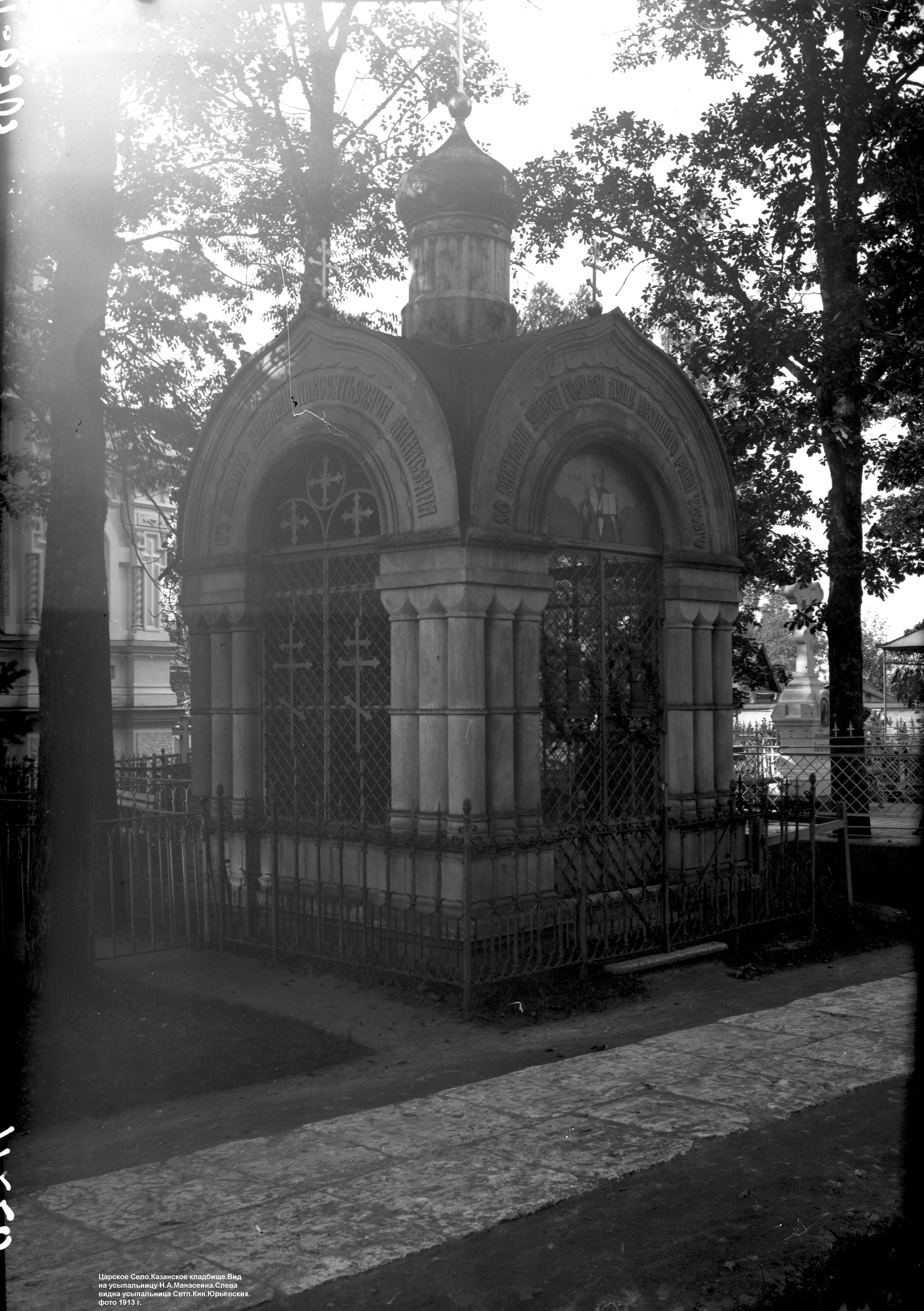
усыпальница Н. А. Манасеина

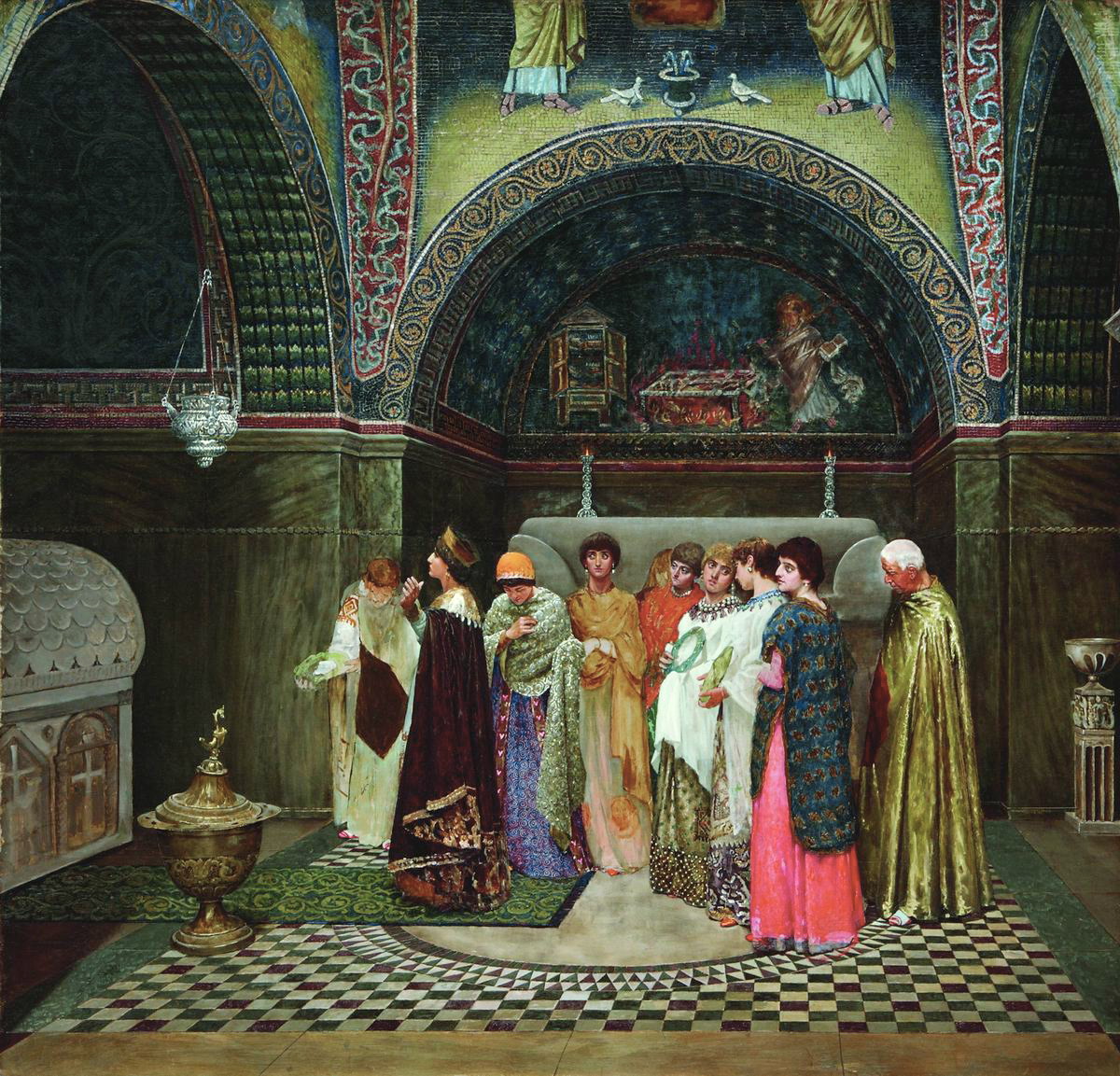
Утренний выход византийской царицы к гробницам своих предков. В.С. Смирнов, 1890

Гробница — форма захоронения, при которой останки покойного хранятся внутри сооружения, а не под ним, как в случае надгробия. Этот термин соответствует латинскому «sepulcrum», греческому «крипта», английскому «tomb».
- Камерная гробница[англ.] — погребальное сооружение из камня, часто мегалитическое по конструкции, длительное время служившее склепом для последовательных захоронений[2].
- Коридорные гробницы — тип гробницы эпохи неолита или бронзового века, найденные на территории Европы.
- Шахтовая гробница — тип погребального сооружения в виде узкой и глубокой шахты из каменной породы. Найдены Микенские шахтовые гробницы, шахтовые гробницы в Месопотамии и у народов доколумбовой Америки.
- Толосы, называемые также купольными гробницами, были распространены в Греции, исторически пришли на смену Микенским шахтовым гробницам.
- Тумулусы, мегалитические купольные гробницы в виде курганов.
- В Египте гробницы назывались мастабами. Гробницами также были египетские пирамиды. Тела помещались в саркофаги.
- Крипта — одно или несколько подземных сводчатых помещений, служащее для погребения и экспонирования мощей святых и мучеников.
- Склеп — название гробницы в виде отдельно стоящего здания или подземного помещения, в котором устанавливаются гробы.
- Усыпальница — склеп для захоронения членов одного рода, одной семьи или выдающегося деятеля.
- Мавзолей — монументальный вид гробницы.

Гробницами также являются многие древние курганы.

## Факты
- В русских церковных текстах «гроб» (вслед за церковнославянским языком) означает не ящик для тела, как в современном языке, а гробницу или могилу. В частности, в синодальном переводе Библии «во гробе» означает «в погребальной пещере» (по восточному обычаю). До сих пор такое значение употребляется в названии храм Гроба Господня («храм в честь места, где был погребён Христос»).